# Aleksandr Bondar (plongeon)
Pour les articles homonymes, voir Bondar et Aleksandr Bondar.
Aleksandr Bondar, en russe : Александр Бондарь (né Oleksandr Bondar, en ukrainien : Олександр Бондар, le 24 octobre 1993 à Louhansk) est un plongeur ukrainien, naturalisé russe en 2015.

## Palmarès

### Jeux olympiques
- Jeux olympiques de 2020 à Tokyo :
  -  Médaille de bronze du plongeon synchronisé à 10 m (avec Viktor Minibaev).

### Championnats du monde
- Championnats du monde 2011 à Shanghai :
  -  Médaille de bronze du plongeon synchronisé à 10 m (avec Oleksandr Gorshkovozov).
- Championnats du monde 2017 à Budapest :
  -  Médaille d'argent du plongeon synchronisé à 10 m (avec Viktor Minibaev).
- Championnats du monde 2019 à Gwangju :
  -  Médaille d'argent du plongeon synchronisé à 10 m (avec Viktor Minibaev).
  -  Médaille de bronze du plongeon individuel à 10 m.
- Championnats du monde 2025 à Singapour :
  -  Médaille de bronze du plongeon synchronisé mixte à 10 m (avec Anna Konanykhina).

### Championnats d'Europe
- Championnats d'Europe 2013 à Rostock :
  -  Médaille d'or du plongeon individuel à 10 m.
  -  Médaille d'or du plongeon par équipe mixte.
- Championnats d'Europe 2014 à Berlin :
  -  Médaille d'argent du plongeon par équipe mixte.
  -  Médaille de bronze du plongeon individuel à 10 m.
- Championnats d'Europe 2018 à Glasgow :
  -  Médaille d'or du plongeon individuel à 10 m.
  -  Médaille d'or du plongeon synchronisé à 10 m (avec Viktor Minibaev).
- Championnats d'Europe 2020 à Budapest :
  -  Médaille d'or du plongeon individuel à 10 m.
  -  Médaille d'argent du plongeon synchronisé à 10 m (avec Viktor Minibaev).

### Jeux mondiaux militaires
- Jeux mondiaux militaires d'été de 2019 à Wuhan : 
  -  Médaille de bronze du plongeon individuel à 10 m.
  -  Médaille de bronze du plongeon synchronisé à 10 m (avec Sergey Nazin (en)).

### Jeux olympiques de la jeunesse
- Jeux olympiques de la jeunesse d'été de 2010 à Singapour :
  -  Médaille d'argent du plongeon individuel à 3 m.
  -  Médaille d'argent du plongeon individuel à 10 m.